# 3 SPLASH
《3 SPLASH》（3色漾彩）是日本歌手倖田來未的第44th單曲，也是倖田來未第4張多A面夏日單曲。收錄SANKYO「KODA KUMI FEVER LIVE IN HALLⅡ」廣告主題曲「Lick me♥」、「ECSTASY」、「奔跑!」三首主打歌曲。

## 附註
- 本於為42nd單曲「stay with me」約隔7個月以來的新單曲。從2006年以來於每年夏天推出多曲目的單曲，本作收錄了3曲。

- 「Lick me ♥（舔我♥）」為柏青哥台廠商的第2彈SANKYO「KODA KUMI FEVER LIVE IN HALLⅡ」廣告曲。
- 「ECSTASY（著迷）」為music.jp電視廣告曲。
- 「奔跑!（走れ!）」為NTT通訊、「MUSICO♪」電視廣告曲。
- 曲目「Lick me♥（舔我♥）」的音樂錄影帶與「KODA KUMI FEVER LIVE IN HALL Ⅱ」廣告、電台所播放的版本以及官方網站的版本有所不同。前者的版本在副歌之後是唱「chu chu chu」後者則是唱「DA DA DA」，是繼「show girl」後，CD音源與音樂錄影帶音源有異。

## 發行版本
- CD＋DVD＋初回限定同梱特典 
  - 因版權問題僅於日本發行
- CD＋Remix ＋DVD
- CD ONLY

## 曲目

### CD
1. 09:00 A.M.【Intro】
作曲 YU
2. Lick me♥（舔我♥）
作詞 Kumi Koda　作曲 YOO　編曲 Hiroto Suzuki
3. ECSTASY（著迷） 
作詞 HUM　作曲 HUM　編曲 HUM
4. 12:35 P.M.【Interlude】
作曲 YU
5. 走れ!（奔跑!） 		
作詞 Kumi Koda　作曲 Kohsuke Oshima　編曲 Shinjiroh Inoue
6. 12:00 A.M.【Outro】
作曲 YU

### CD＋Remix
1. 09:00 A.M.【Intro】
2. Lick me♥（舔我♥）
3. ECSTASY（著迷）
4. 12:35 P.M.【Interlude】
5. 走れ!（奔跑!）
6. 04:20 P.M.【Interlude】 	
作曲 YU
7. Lick me♥（舔我♥）(Q;indivi-Yusuke Tanaka Remix)
8. ECSTASY（著迷）(Caramel Pod E Remix)
9. 走れ!（奔跑!） [420 Remix]
10. 12:00 A.M.【Outro】

### DVD
1. Lick me♥（舔我♥）MUSIC VIDEO
2. ECSTASY（著迷）MUSIC VIDEO
3. 走れ!（奔跑!）MUSIC VIDEO

## 外部連結
- 日本官方網站（页面存档备份，存于） （日語）
- 日本官方歌迷網站（日語）
- 台灣官方網站（页面存档备份，存于）
- 香港官方網站
- musicJAPANplus艺人资料库 - 倖田來未（页面存档备份，存于） （英文）
- KODA KUMI FEVER LIVE IN HALL II 官方網頁（日語）